# 太宰府ゴルフ倶楽部
太宰府ゴルフ倶楽部（だざいふゴルフくらぶ）は、 福岡県太宰府市石穴に広がるゴルフ場である。

## 概要
安達貞市は、1964年（昭和39年）、福岡県内の株式会社高木工務店から、福岡県太宰府の安河内久敏の紹介を受けたことに始まる。1964年（昭和39年）12月、安達は安河内久敏の案内で、安河内の高雄山に登った。
1964年（昭和39年）12月、仮設計画が完成、コース設計は安達建設の鈴木正一が行った。鈴木は、丸尾信勝に設計を学び、井上誠一、佐藤儀一、上田治の下で働いた経験がある。1965年（昭和40年）4月、新たなゴルフ場建設に向け母体会社「筑紫野観光大宰府ニュータウン株式会社」を設立した。同年5月、大宰府町石穴の起工式を行い、1966年（昭和41年）10月18日、18ホールのゴルフ場が開場された。
ゴルフ場は、古都太宰府に広がる歴史ある18ホールの丘陵コースである。コースは、丘陵地の起伏を生かしたフェアウェイのアンジュレーションがプレーの面白さを作っており、谷越え、池越え、打ち上げ、打ち下ろしなどで戦略性を求めているコースである。
日本の女子プロゴルフメジャー大会の1つ、日本ゴルフ協会主催競技でもあり、日本選手権大会に相当する、日本女子オープンゴルフ選手権競技大会などの大会開催の実績がある。

## 所在地
〒818-0100 福岡県太宰府市石穴3467-39番地

## コース情報
- 開場日 - 1966年10月18日
- 設計者 - 安達建設株式会社 鈴木正一
- 面積 - 900,000m2（約27.2万坪）
- コースタイプ - 丘陵コース
- コース - 18ホールズ、パー72、6,876ヤード、コースレート72.4
- グリーン - 1グリーン、コーライ
- フェアウエイ - コーライ
- ラフ - ノシバ
- ハザード - バンカー69、池が絡むホール3
- プレースタイル - 乗用カート(5人乗り)、リモコン式、全組キャディ付き
- 練習場 - 15打席 200ヤード
- 休場日 - 毎週火曜日、12月31日、1月1・2日、8月16・17日[4][5]

## クラブ情報
- ハウス面積 - 2,600m2（786.5坪）
- ハウス設計 - 株式会社高木工務店
- ハウス施工 - 株式会社高木工務店[4][5]

## ギャラリー
- コース - 「太宰府ゴルフ倶楽部」、コース案内
- ハウス - 「太宰府ゴルフ倶楽部」、施設・レストラン

## 交通アクセス
鉄道
- 西鉄太宰府線 - 太宰府駅よりタクシー利用 約5分
- JR鹿児島本線 - 二日市駅よりタクシー利用

道路
- 九州自動車道 - 太宰府ICより 約10分[6]

## メジャー選手権
- 1988年（昭和63年） - 第21回 日本女子オープンゴルフ選手権競技大会[7]

## エピソード
- 安達建設は戦前からのゴルフ場建設の大手で、1959年（昭和34年）に「若松ゴルフ倶楽部」（福岡県、設計・上田治）、1963年（昭和38年）に「玄海ゴルフクラブ」（福岡県、設計・関西プロゴルフ協会） と実績を上げたが、1964年（昭和39年）に熊本県菊池の用地確保に失敗した[8]。
- 菅原道真の飛梅伝説で有名な筑紫国大宰府とは「おおいみこともちのつかさ」天皇の大いなる命令で政治をする役所の意味である[8]。

## 関連文献
- 『刊ダイヤモンド』、59(41)、「日本のゴルフ場 太宰府ゴルフ倶楽部 篠原雷次郎・伊藤昭二」、東京 ダイヤモンド社、1971年10月2日、2020年9月6日閲覧
- 『ふるさと飛行 福岡県航空写真集』、「太宰府ゴルフ倶楽部」、福岡 西日本新聞社、1983年10月、2020年9月6日閲覧
- 『ゴルフ場ガイド 東版』2006-2007、「太宰府ゴルフ倶楽部（福岡県）」、東京 ゴルフダイジェスト社、2006年5月、2020年9月6日閲覧
- 『美しい日本のゴルフコース BEAUTIFUL GOLF CULTURE IN JAPAN 日本のゴルフ110年記念 ゴルフは日本の新しい伝統文化である』、ゴルフダイジェスト社「美しい日本のゴルフコース」編纂委員会編、「太宰府ゴルフ倶楽部」、東京 ゴルフダイジェスト社、2013年12月、2020年9月6日閲覧